# George V (metrostation)
George V er en station på metronettet i Paris. Den ligger i 8. arrondissement og betjener metrolinje 1.

## Stationen
Stationen befinder sig under Avenue des Champs-Élysées og blev åbnet den 13. august 1900. Dengang hed stationen Alma, men fik 27. maj 1920 sit nuværende navn fra Avenue George V, som igen er opkaldt efter kong George 5. af Storbritannien (1865-1936).

## Automatisering
Inden for rammerne af projektet for modernisering og automatisering af metrolinje 1 blev perronerne forhøjet i perioden fra 29. oktober til 2. november 2008..

## Adgang
Der er adgang til stationen fra
- avenue des Champs-Élysées 101
- avenue des Champs-Élysées 118

## Trafikforbindelser
- RATP

## Omgivelser
- Avenue des Champs-Elysées
- Industri- og handelskammeret i Paris